# Magyar Helikon – Jeles Férfiak Életrajzai
A Magyar Helikon, alcímén Jeles Férfiak Életrajzai egy 19. századi magyar életrajzi könyvsorozat volt. Az egyes kötetek (terjedelmüket tekintve inkább füzetek) Stampfel Károly kiadásában Pozsonyban jelentek meg 1882 és 1885 között, és a következők voltak:
- 1. Zólyomi Lajos dr. Toldi Ferencz. (1–24 l.) 1882.
- 2. Zólyomi Lajos dr. Vörösmarty Mihály. (25–48 l.) 1882.
- 3. Endrődi Sándor. Dugonics András. (49–72 l.) 1883.
- 4. Endrődi Sándor. Kölcsey Ferencz. (73–96 l.) 1883.
- 5–8. Vutkovich Sándor dr. Petőfi Sándor életrajza. (97–192 l.) 1883. – 2. jav. kiad. (96 l.) 1885.
- 9. Vermes Imre. Virág Benedek. (193–226 l.) 1883.
- 10. Néry László. Bajza József. (227–244 l.) 1883.
- 11. Andrássy Jenő. K. Kazinczy Ferenc. (1-24 l.) 1883.
- 12. Ferenczy József dr. Garay János. (25–52 l.) 1883.
- 13. Badics Ferencz dr. Csokonai Vitéz Mihály. (53–80 l.) 1883.
- 14. Ferenczy József dr. Tompa Mihály. (81–104 l.) 1883.
- 15. Vermes Imre. Zerinvári Zrinyi Miklós. (105–132 l.) 1883.
- 16. Badics Ferencz. Kisfaludy Sándor. (133–156 l.) 1883.
- 17. Vutkovich Sándor dr. Báró Jósika Miklós. (157–180 l.) 1883.
- 18. Andrássy Jenő. Kisfaludy Károly. (181–204 l.) 1883.
- 19. Endrődy Sándor. Balassa Bálint báró. (IV. 205–225 l.) 1883.
- 20. Endrődy Sándor. Ányos Pál. (II, 229–252 l.)
- 21–24. Kerékgyártó Árpád dr. Gróf Széchenyi István. (1–96 l.) 1883.
- 25. Márki Sándor dr. Esterházy Miklós nádor. (97–120 .) 1884.
- 26. Márki Sándor dr. Wesselényi Ferencz nádor. (121–344 l.) 1884.
- 27. Márki Sándor. Széchenyi Pál. kalocsai érsek. (145–168 l.) 1884.
- 28. Deák Farkas. Deák Ferencz. (169–192 l.) 1884.
- 29. Márki Sándor dr. Kemény János. (193–216 l.) 1884.
- 30. Szalay József dr. Bocskay István. (217–240 l.) 1884.
- 31. Kőhalmi-Klimstein József. Czuczor Gergely. (1–32 l.) 1884.
- 32–33. Badics Ferencz dr. Arany János. (33–80 l.) 1884.
- 34. Ferenczy József dr. Katona József. (81–104 l.) 1884.
- 35. Vass Bertalan. Horváth István. (105–128 l.) 1884.
- 36. Tóth Sándor dr. Madách Imre. (129–152 l.) 1884.
- 37. Szana Tamás. Tóth Kálmán. (153–176 l.) 1884.
- 38. Tóth Sándor dr. Báró Kemény Zsigmond. (177–200 l.) 1884.
- 39. Kőrösy László dr. Berzsenyi Dániel. (201–224 l.) 1884.
- 40. Zólyomi Lajos dr. Berzsenyi Dániel. (225–244 l.) 1884.
- 41. Kőhalmi-Klimstein József. Pázmány Péter. (24 l.) 1884.
- 42. Szádeczky Lajos dr. Báthory István. (32 l.) 1885.
- 43. Ferenczy József dr. Báró Eötvös József. (24 l.) 1885.
- 44. Badics Ferencz dr. Gróf Gvadányi József és Gaál József. (26 l.) 1885.
- 45. Vermess Imre. Tinódi Sebestyén és Gyöngyösi István. (32 l.) 1885.
- 46. Szilágyi Sándor. Bethlen Gábor. (28 l.) 1885.
- 47. Szalay József dr. II. Rákóczy Ferencz. (30 l.) 1885.
- 48. Márki Sándor dr. Hunyady Mátyás. (24 l.) 1885.
- 49. Szinnyey József dr. Révay Miklós és Verseghy Ferencz. (24 l.) 1885.
- 50. Szinnyey József dr. Horváth Miklós és Szalay László. (24 l.) 1885.
- 51. Prém József dr. Kármán József és Faludy Ferencz. (24 l.) 1885.
- 52. Barabás Samu. Frater György. (28 l.) 1885.
- 53. Deák Farkas. Gróf Dessewffy Aurél. (26 l.) 1885.
- 54. Erődi Béla dr. Mikes Kelemen. (28 l.) 1885.
- 55. Márki Sándor dr. Thököly Imre. (24 l.) 1885.
- 56. Deák Farkas. Gróf Bethlen Miklós. (26 l.) 1885.
- 57. Szentkláray Jenő dr. Gróf Niczky Kristóf. (32 l.) 1885.
- 58. Badics Ferencz dr. Fáy András. (26 l.) 1885.
- 59. Dengi János dr. Erdélyi János és Greguss Ágost. (28 l.) 1885.
- 60. Prém József dr. Szigligeti Ede. (23 l.) 1885.